# Crimea
La Crimea (in russo Крым?, Krym; in ucraino Крим?, Krym; in tataro di Crimea Qırım) è la più grande penisola affacciata sul mar Nero ed è collegata alla terraferma solo dall'istmo di Perekop, che la unisce al resto dell'Ucraina; dal 2018 è collegata alla Russia dal ponte di Crimea, situato sullo stretto di Kerč'. Chiude a sud la sezione nordorientale del mar Nero, il mar d'Azov, sul quale si affaccia la striscia di Arabat che lo separa dal sistema di baie detto lago di Sivaš.

## Geografia fisica
La Crimea si estende su una superficie di 26100 km² e la sua popolazione raggiunge i due milioni (2004).
Grazie alla catena montuosa in prossimità della costa posta a nord, il terreno e il clima sono di tipo mediterraneo, anche se gli inverni possono essere abbastanza freddi.
L'Istmo di Perekop a nord, che la collegava al continente, è lungo appena 5,7 km e largo tra i 5 e i 7 chilometri, e segna il confine con l'oblast' di Cherson, mentre il resto del perimetro della Crimea è segnato dalle coste bagnate dal Mar Nero a ovest (la punta più occidentale è nota come penisola di Tarchankut) e a sud, che prende il nome di Mar d'Azov a oriente.
La penisola è separata dalla terraferma ucraina, a est dell'istmo, dal Sivaš, una zona di paludi salmastre che si estende anche sul lato orientale della penisola, posto fra la terra e il Mar d'Azov. Presso Heničesk il Sivaš viene separato dal Mar d'Azov dalla striscia di Arabat lunga 110 km.
All'estremità orientale si trova la Penisola di Kerč', posta direttamente di fronte alla Penisola di Taman' sulla terra russa. Le due penisole sono separate dallo Stretto di Kerč' (largo 3–13 km), che collega il Mar Nero al Mar d'Azov, oggi attraversato dal Ponte di Crimea.
La punta meridionale della penisola è chiamata Capo Saryč. Nella mitologia greca, questo luogo ospitava il tempio di Artemide, dove risiedeva la sacerdotessa Ifigenia.
La linea costiera di Crimea è interrotta da diverse baie e insenature, alcune delle quali ospitano porti. Queste insenature si trovano sul lato ovest dell'Istmo di Perekop, vicino alla Baia di Karkinit; a sud-ovest vicino alla Baia di Kalamita, con i porti di Eupatoria, Sebastopoli e Balaklava; vicino alla Baia di Arabat sul lato nord dell'Istmo di Yenikale o Kerč'; e vicino alla Baia di Caffa o Feodosia, con il porto dallo stesso nome, sul lato meridionale.
La penisola include molte altre penisole minori, oltre alle già citate Arabat e Kerč, come la penisola di Eracle, la penisola di Tarhan Qut e molte altre. La Crimea possiede anche un gran numero di promontori come il capo di Priboiny, il capo di Tarhan Qut, Saryč, capo Nicholas, capo Fonar, capo Fiolent, il capo di Qazan Tip, capo Aq Burun, e molti altri.
La costa sud-orientale è fiancheggiata, a una distanza di 8–12 km dal mare, da una catena montuosa, i Monti della Crimea o Monti Taurici, che culminano nel Roman-Koš coi suoi 1544 m s.l.m. Queste montagne sono affiancate da una catena secondaria parallela a esse. La principale catena di queste montagne si eleva con straordinaria ripidità dal fondo del Mar Nero fino a una altitudine di 600/750 metri, partendo dalla punta sud-ovest della penisola, chiamata Capo Fiolente (l'antica Parthenium). Fu questo il capo che si narra venne incoronato dal tempio di Artemide, dove Ifigenia officiava come sacerdotessa.
Il 75% della superficie restante della Crimea consiste di praterie semiaride, un proseguimento meridionale delle steppe pontiche, che digradano dolcemente verso nord-ovest. Numerosi kurgan, o tumuli funerari, degli antichi Sciti sono sparpagliati per le steppe di Crimea.
Il territorio che si trova oltre il riparo offerto dalla catena dello Yayla-Dagh ha caratteristiche completamente diverse. Qui la stretta striscia di costa e i pendii delle montagne, sono addolciti dalla vegetazione. Il litorale che si estende lungo la costa sud-est, da Capo Saryč all'estremità sud, fino a Feodosia, è caratterizzato da una rigogliosa vegetazione ed è punteggiata da luoghi di villeggiatura estiva quali Alušta, Jalta, Gurzuf, Sudak, e la stessa Feodosia. Vi si trovano numerosi villaggi tatari con moschee, monasteri e palazzi nobiliari e della famiglia imperiale russa, oltre a pittoreschi castelli medioevali e rovine di colonie dell'antica Grecia.
Durante gli anni del dominio sovietico, il possesso di una dacia su questa costa era indice di lealtà politica.
In questa regione si trovano anche vigneti e frutteti. Pesca, estrazione mineraria e produzione di olii essenziali sono attività importanti per l'economia della penisola.

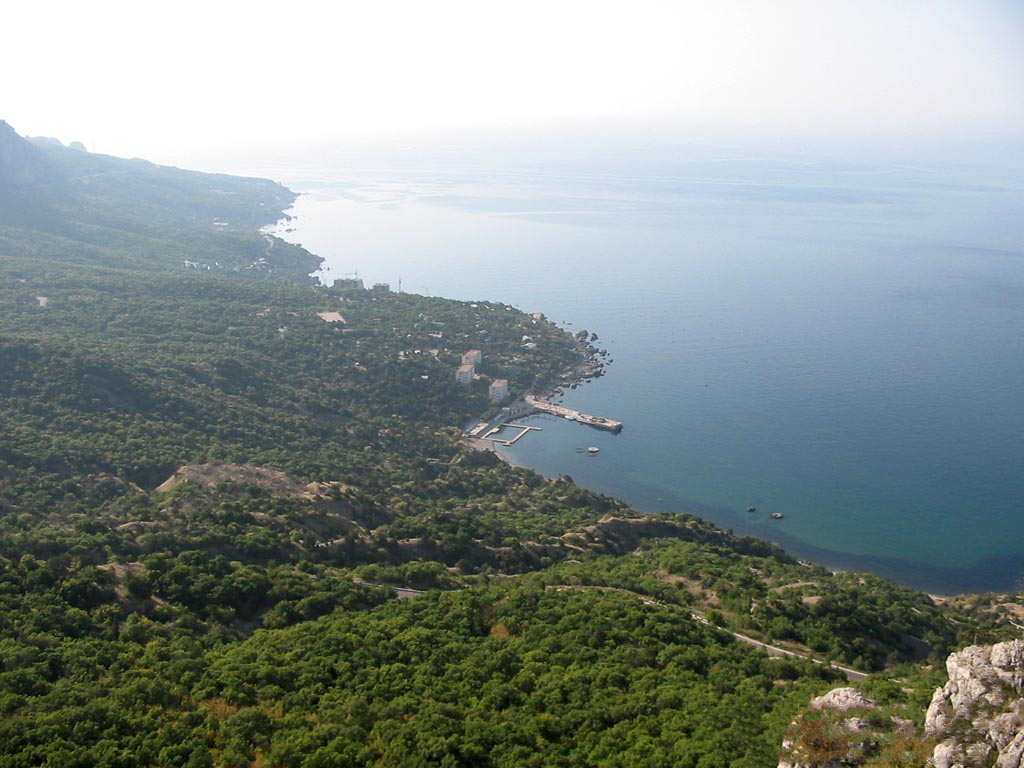
Veduta del Capo Saryč
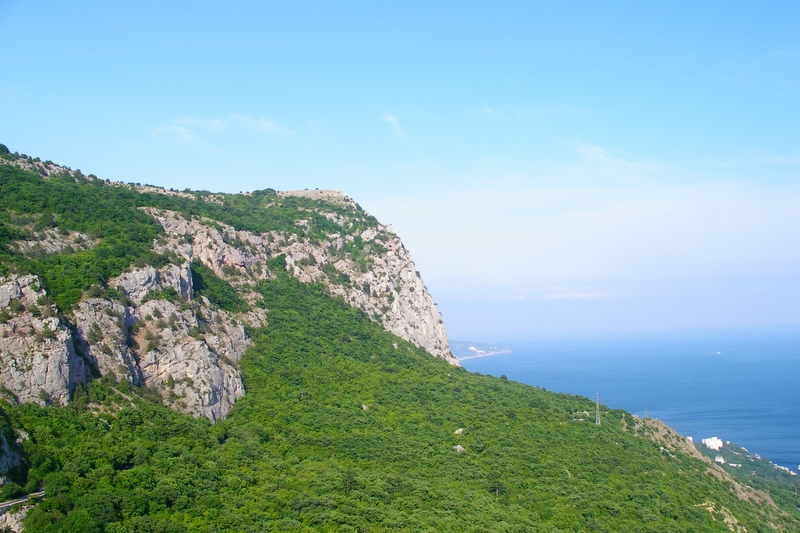
Montagne che arrivano fino al Mar Nero, Crimea sud-occidentale
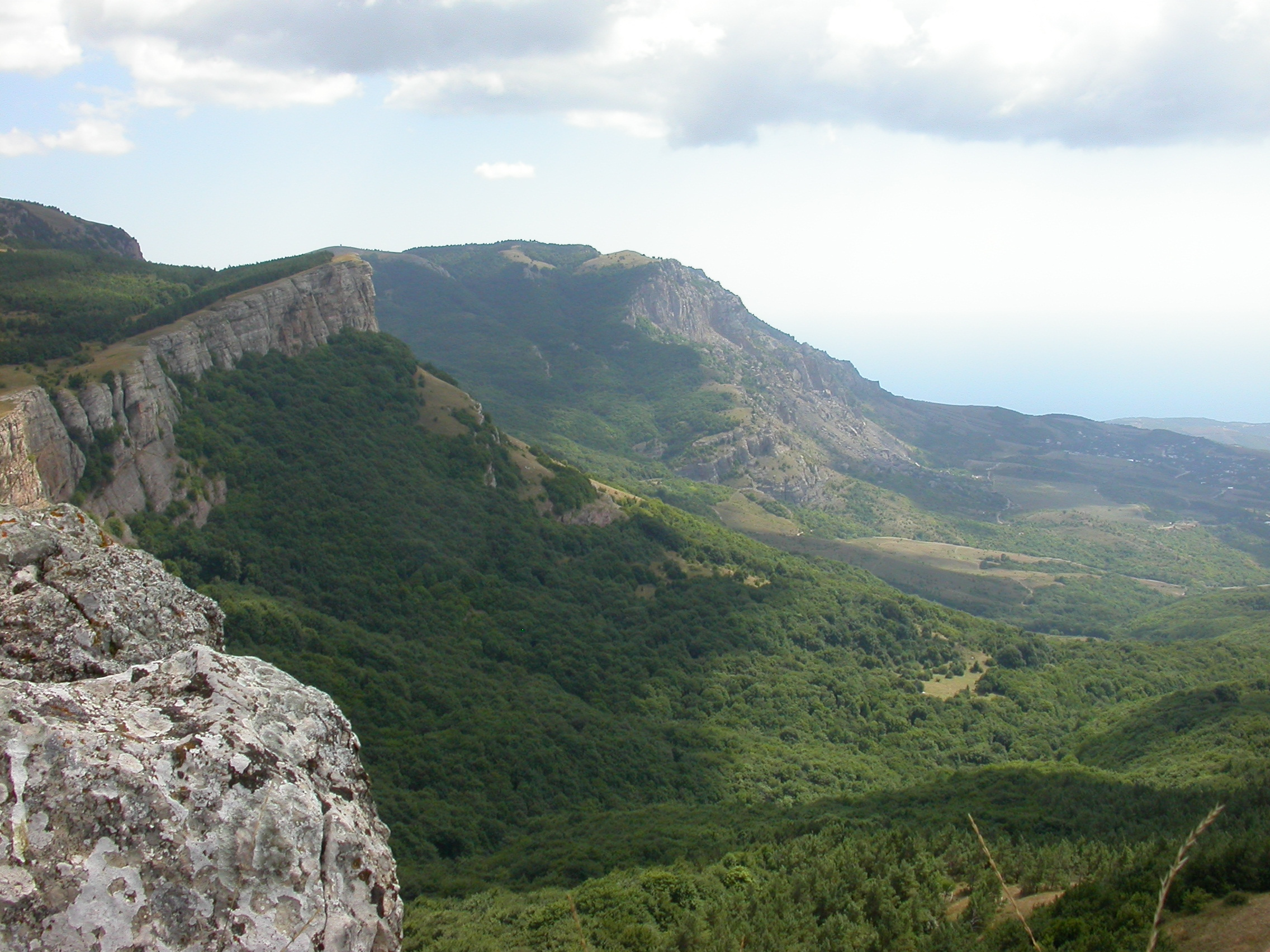
I monti di Crimea nei pressi di Alušta

### Clima
La maggior parte della Crimea ha un clima continentale temperato, fatta eccezione per la costa sud, dove si presenta un clima subtropicale a causa delle correnti calde del mar Nero, e dei monti di Crimea, che presentano un clima continentale umido. All'interno le estati sono mediamente calde (28°, temperatura media di luglio) mentre gli inverni sono mediamente freddi (-0.3°, temperatura media di gennaio). Sulla costa sud, invece, gli inverni sono più miti (4°, temperatura media di gennaio); i picchi sotto lo zero sono rari. Il livello di precipitazioni in tutta Crimea è basso, in media solo 400 mm l'anno. Grazie al suo clima, la costa della Crimea meridionale è una rinomata località balneare per turisti russi e ucraini.

## Origini del toponimo
Il toponimo deriva da Qırım, il nome in lingua tatara di Crimea del centro abitato di Stary Krym, antico capoluogo della provincia della Crimea durante l'Orda d'Oro. Il termine deriva dalla parola "qır", che in turco antico indica genericamente un luogo selvaggio (cima o cresta di una montagna, steppa, prateria, terreno, deserto); con l'annessione all'Impero russo nel 1783, la parola tatara venne russificata in Крым (Krym), da cui derivano tutte le forme moderne del nome della penisola.

## Storia
Nel corso della sua storia, la Crimea ha visto passare sul suo territorio popoli e dominazioni diverse: cimmeri, greci, sciti, sarmati, romani e bizantini, goti, unni, genovesi, tartari, veneziani, turchi, russi e ucraini. La penisola è stata abitata in antichità da sciti e greci, fino a sviluppare durante i primi secoli d.C. un regno semi-autonomo dall'impero romano. Coinvolta nelle migrazioni di popoli della tarda antichità e dell'alto medioevo, la penisola ha visto il susseguirsi di goti, unni, bulgari, bizantini e diverse popolazioni slave e turcofone. Nel tardo medioevo fu parte dei territori mongoli e subì in parte la colonizzazione delle repubbliche di Genova e di Venezia.
In età moderna, dopo la disgregazione degli imperi mongoli, fu sede del khanato di Crimea, un regno tataro autonomo ma vassallo dell'impero ottomano, fino al 1784 quando fu conquistata e annessa all'impero russo, ospitando l'importante base navale di Sebastopoli. Nel 1854-1856 durante la guerra di Crimea Sebastopoli fu occupata militarmente dai turchi e dalle potenze occidentali per ritornare all'Impero russo con il Trattato di Parigi (1856), con la condizione di non ospitare più la base navale e di distruggere le relative fortificazioni. Condizione che rimase in vigore fino alla successiva Guerra russo-turca del 1877-1878.
Occupata dai tedeschi durante la prima guerra mondiale dal maggio al novembre 1918, fu quindi in mano all'Armata Bianca.
La Crimea, occupata dai bolscevichi nel novembre 1920, entrò a far parte della Russia sovietica e l'anno seguente fu costituita in territorio autogestito come Repubblica Socialista Sovietica Autonoma di Crimea all'interno della Repubblica Socialista Federativa Sovietica Russa. Nel 1942, a causa dell'avanzata della Wehrmacht (forze armate tedesche) in Ucraina e in Crimea, le minoranze nazionali presenti sul territorio finirono deportate con l'accusa di collaborazionismo seguendo l'infelice destino della minoranza tedesca, già deportata nell'agosto 1941 durante l'Operazione Barbarossa. Durante la seconda guerra mondiale l'intera comunità degli italiani di Crimea è stata accusata di collaborazionismo con i tedeschi e deportata a partire dal 29 gennaio 1942. Chi era sfuggito al primo rastrellamento fu catturato e deportato l'8 e il 10 febbraio 1942: l'intera comunità, compresi i rifugiati antifascisti che si erano stabiliti a Kerč, venne radunata e costretta a mettersi in viaggio verso i gulag. Nell'area di Kerč vivono ancora oggi i loro discendenti.
Al termine della seconda guerra mondiale, nella quale ospitò la Conferenza di Jalta, la Crimea fu trasformata in oblast' di Crimea della Repubblica Socialista Federativa Sovietica Russa (RSFSR). Il 19 febbraio 1954 venne donata dal leader sovietico Nikita Chruščёv alla RSS Ucraina in segno di riconoscimento per commemorare il 300º anniversario del trattato di Perejaslav tra i cosacchi e la Russia. Detta donazione fu ritenuta dalla Federazione Russa non valida in quanto non supportata da un referendum confermativo come previsto allora dalla costituzione dell'Unione Sovietica.

### La disputa con la Russia
Nel 1991, alla dissoluzione dell'Unione Sovietica, la Crimea, formalmente facente parte dell'Ucraina, divenne oggetto di contenzioso con la Russia insieme ad alcune isole del Mar D'Azov. Il 23 gennaio 1992, il Parlamento russo con 166 voti favorevoli, 13 contrari e 8 astenuti, aveva riaperto il dossier Crimea dichiarando l'incostituzionalità della cessione del 1954 e chiedendo al governo di Boris El'cin di fare gli opportuni passi per la riacquisizione anche formale della penisola. Il 21 maggio 1992, il parlamento russo votava una risoluzione con cui si annullava l'atto di cessione della Crimea all'Ucraina voluto da Chruščёv nel 1954, chiedendo a Kiev di avviare immediati negoziati per ridefinire la sovranità sulla penisola. In questo contenzioso, si inserirono anche gli abitanti della penisola: alle elezioni ucraine del 27 marzo 1994 infatti, la stragrande maggioranza dei crimeani votarono per il partito Russia che ottenne il 65,7% dei voti e che aveva nel suo programma il rientro della Crimea nella Federazione Russa. Forte di questo ampio consenso popolare e nei giorni successivi, il Parlamento della Crimea approvò una propria Costituzione che di fatto istituiva la Repubblica indipendente di Crimea, introducendo anche la doppia cittadinanza russa e ucraina. Le forti pulsioni separatistiche della Crimea portarono il governo di Kiev sull'orlo di un tentativo di occupare la Crimea manu militari  ammassando truppe e mezzi militari ai confini della penisola, fatto immediatamente contestato e denunciato da Mosca che aveva di stanza nei territori crimeani circa 25.000 soldati.
Si addivenne così ad un tentativo di ricomposizione pacifico del contenzioso con il Memorandum di Budapest dove non si firmò nessun trattato vincolante ma, appunto, un memorandum di intesa dove si gettavano le basi per accordi futuri.
Alcuni di questi accordi furono sanciti tre anni dopo e dopo ben sei anni di difficili negoziati nel Trattato di amicizia russo-ucraino dove, se da una parte la Russia riconosceva i confini ucraini del 1991 ma con l'eccezione della Crimea che rimaneva sotto protettorato ucraino ma nella forma di Repubblica Autonoma di Crimea e con la concessione in affitto per la somma di circa 100 milioni di dollari annui, di ampi territori e di tutti i porti militari alla Russia, dall'altra impegnava l'Ucraina ad un partenariato strategico con la stessa Russia attraverso il quale Mosca si garantiva la neutralità dell'Ucraina e il suo non-ingresso nella NATO.
Il trattato, da rinnovarsi ogni dieci anni, non è stato rinnovato dall'Ucraina nel 2017 facendo quindi decadere ogni accordo in esso previsto e facendo ritornare la situazione a quella che era nel 1991 e cioè nessun riconoscimento reciproco dei rispettivi confini.
Nel 2014 a seguito del cambio di vertici politici avvenuto in Ucraina, osteggiato dalla Russia ma ritenuto  da gran parte della Comunità Internazionale una legittima destituzione del Presidente eletto, del Parlamento e della Corte Costituzionale (Rivoluzione ucraina del 2014) e al non riconoscimento da parte del parlamento crimeano del nuovo governo rivoluzionario e provvisorio instauratosi a Kiev, la Crimea si è prima staccata di fatto dall'Ucraina e quindi è stata annessa dalla Federazione Russa (come "Repubblica di Crimea") a seguito del referendum del 16 marzo 2014 dove il 95,7% dei crimeani votanti si è espresso a favore dell'annessione della penisola alla Russia. Questo referendum, valido secondo russi e parte dei crimeani in base al principio dell'Autodeterminazione dei popoli è stato invece ritenuto non valido da ONU, Unione europea, Stati Uniti d'America, OSCE, Consiglio d'Europa e dalla stessa Ucraina.
Ad oggi un numero limitato di Stati riconosce esplicitamente la Crimea mentre un numero molto più corposo durante la votazione ONU si è astenuto o ha deciso di non partecipare al voto.

## Geografia antropica
Nel censimento del 2001 la popolazione della Repubblica Autonoma di Crimea risultava composta per il 58,5% da persone di etnia russa, per il 24,4% di etnia ucraina. La minoranza etnica dei tatari di Crimea, che nel 2001 formavano il 12,1% della popolazione, discende direttamente dal periodo della dominazione del Khanato di Crimea. Fino alla fine del XIX secolo, i tatari rappresentavano la maggioranza della popolazione, poi, in seguito alla massiccia immigrazione russa e ucraina, sono diventati una minoranza fino quasi a scomparire a causa della deportazione di massa verso l'Asia centrale effettuata da Stalin nel 1944. Solo con la fine dell'Unione Sovietica i tatari poterono ritornare in Crimea.
Con la cosiddetta Crisi della Crimea del 2014 la regione è stata occupata dalle truppe russe e annessa alla Russia come Repubblica di Crimea a seguito di un referendum popolare avvenuto il 16 marzo, dopo l'occupazione militare, seguito da diversi osservatori internazionali non ritenuti però sufficientemente accreditati dalla maggior parte dei Paesi occidentali, in cui il 95,4% dei votanti ha votato per l'annessione alla Russia.

## Galleria d'immagini

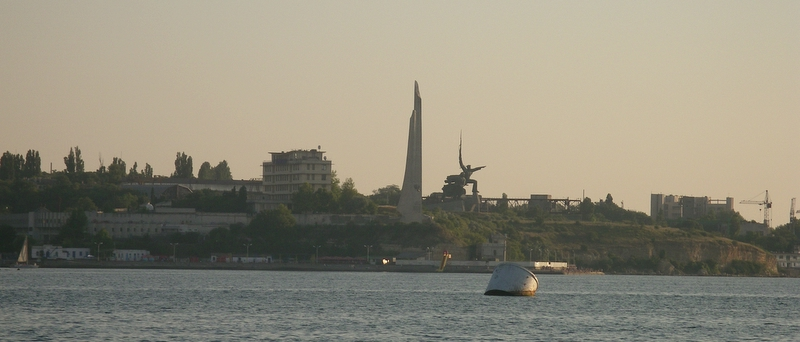
Skyline di Sebastopoli al tramonto
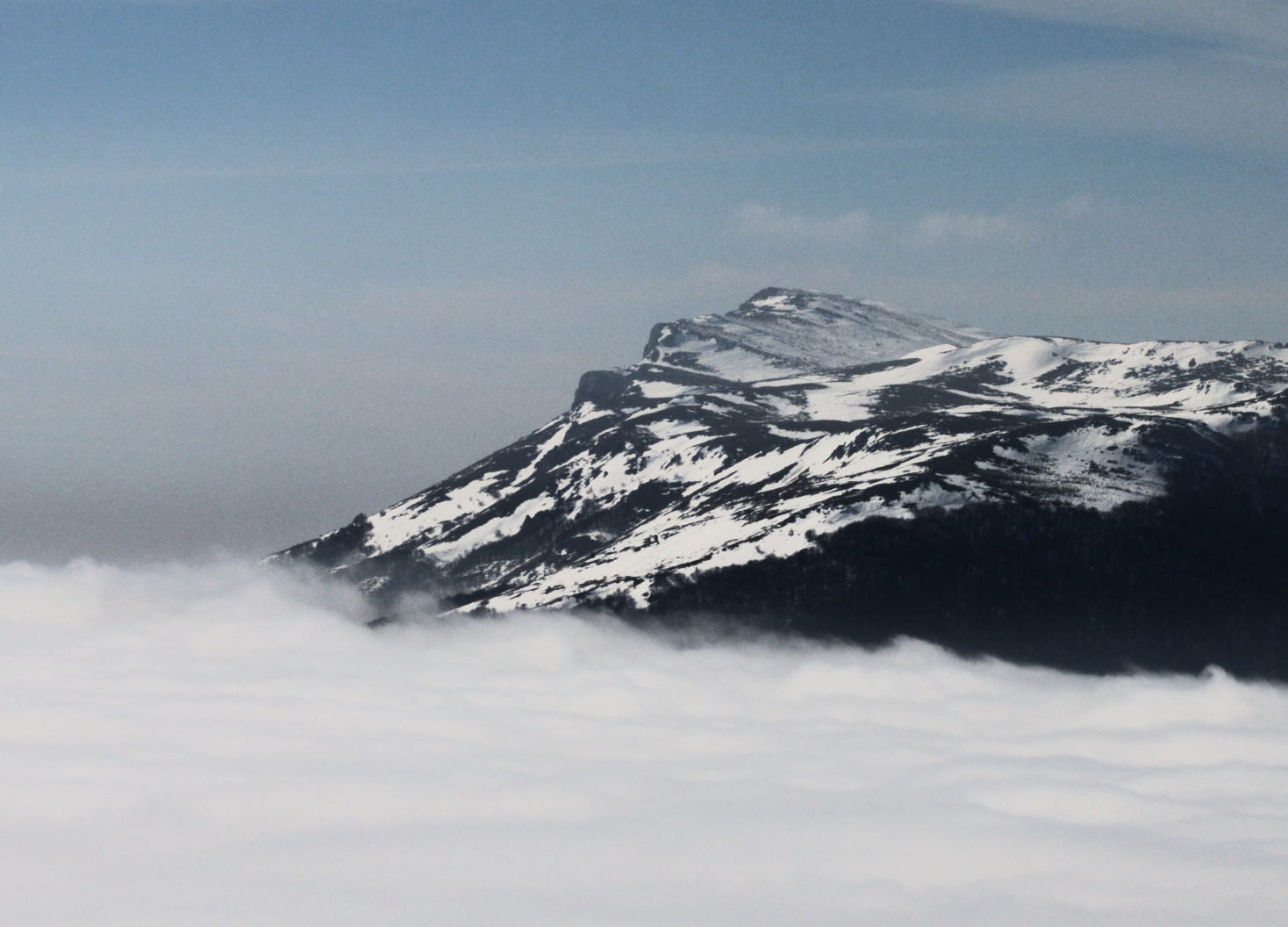
Montagna di Eclizee-Burun
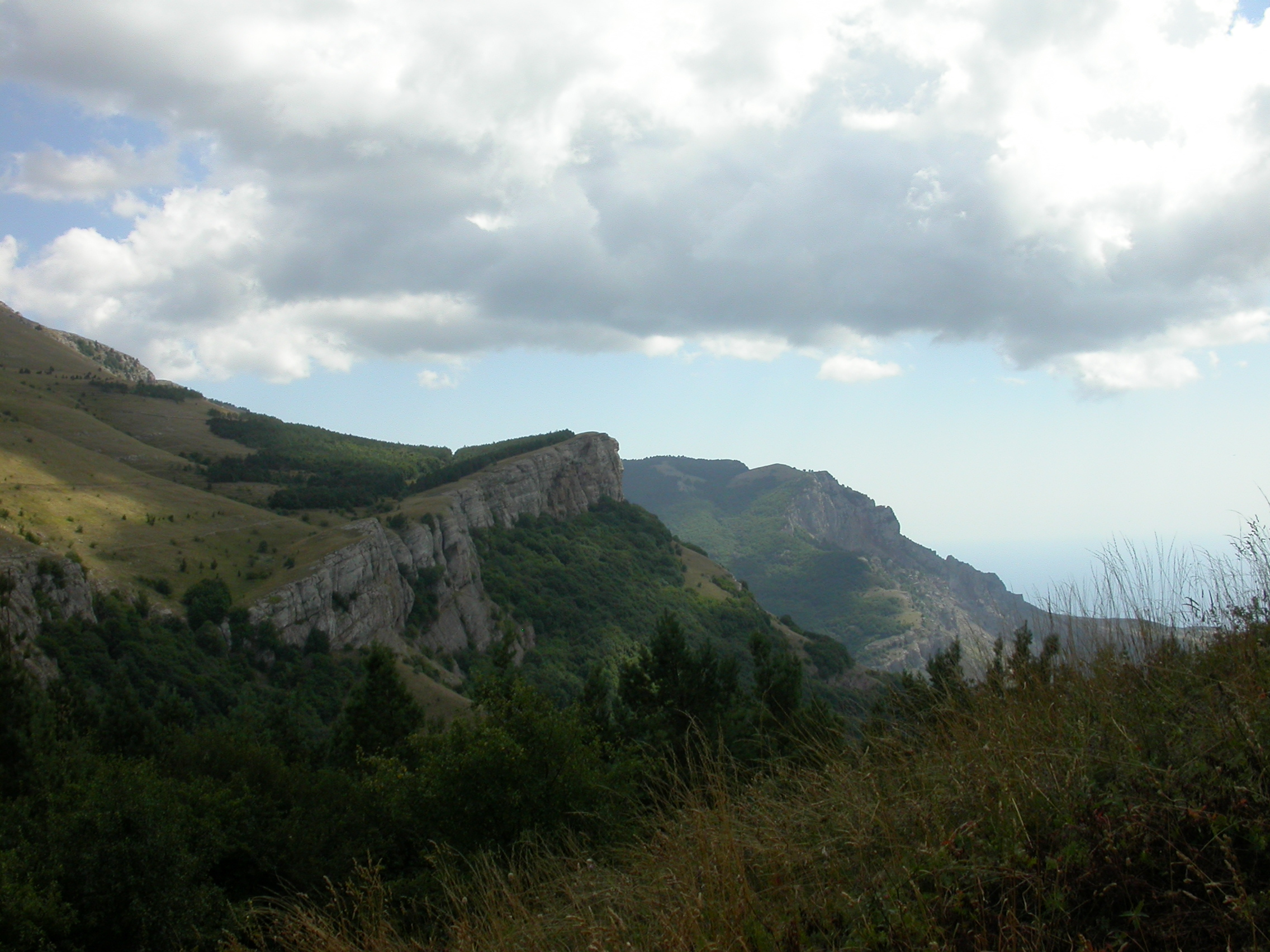
Scogliera di Jalta
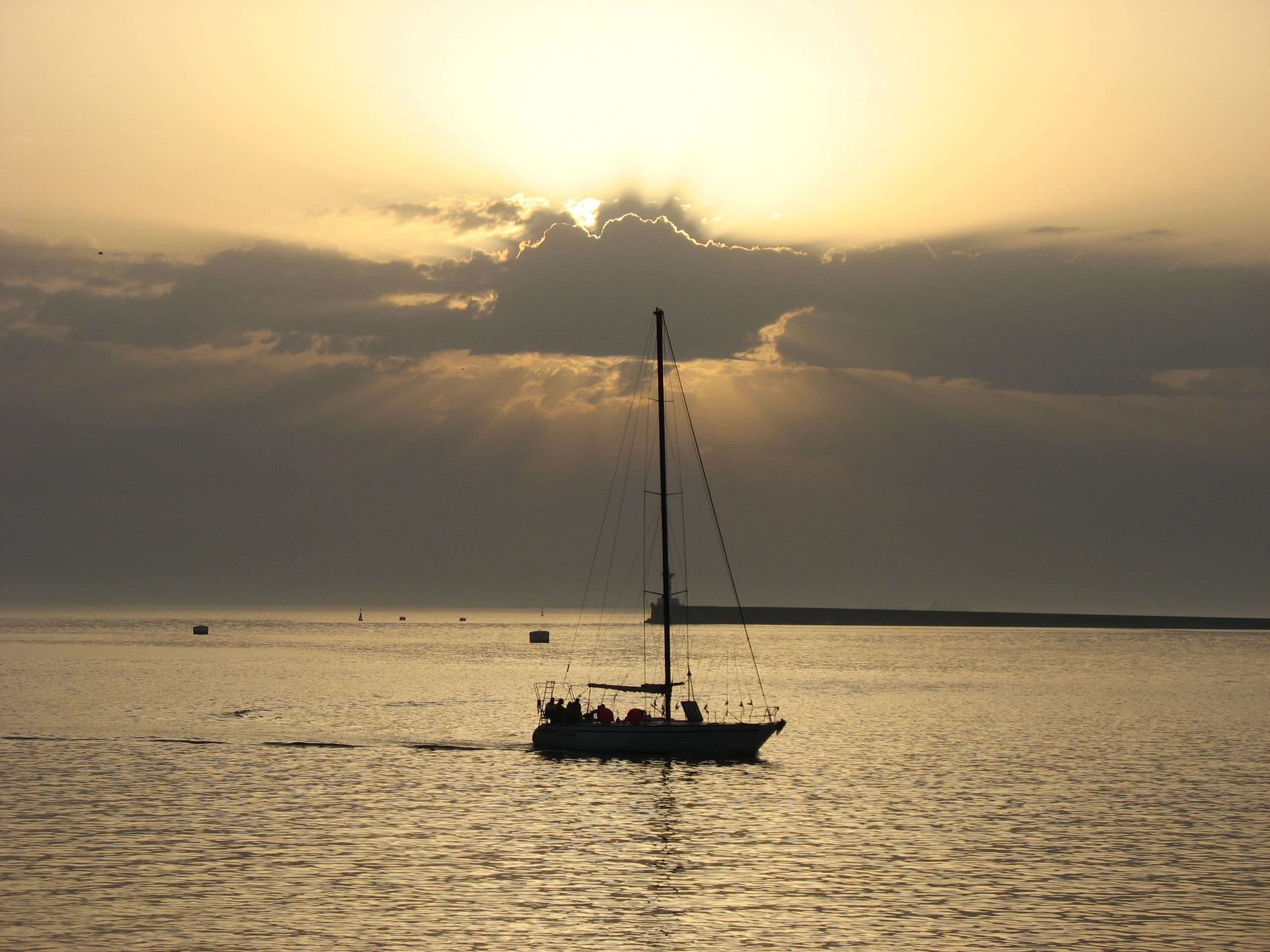
Tramonto sul Mar Nero visto da Sebastopoli